# L’Idéal Cinéma
L'Idéal Cinéma – kino w miejscowości Aniche, we Francji, otwarte po raz pierwszy 23 listopada 1905 roku.